# Maidstone United FC

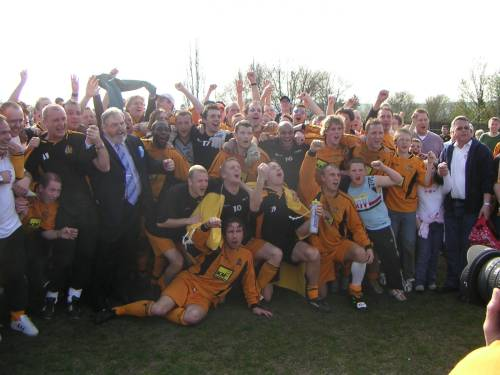
Winnaar van de Kent League Title 2006

Maidstone United FC is een Engelse voetbalclub uit Maidstone, Kent. Er zijn twee clubs die deze naam hebben gedragen, de eerste werd opgericht in 1897 en speelde van 1989 tot 1992 in de Football League alvorens failliet te gaan. Daarna werd een nieuwe club opgericht die zich intussen enkele klassen heeft opgewerkt in de Engelse voetbalpiramide en uitkomt in de National League South.

## Geschiedenis

### Het eerste Maidstone
Het eerste Maidstone speelde in verschillende amateurleagues zoals de Athenian League, Corinthian League en Isthmian League alvorens in 1971/72 toe te treden tot de Southern League First Division, de grootste semi-professionele league in het zuiden van Engeland. Het was de ambitie om te promoveren naar de Football League en op 10 jaar tijd werden er heel wat verbeteringen aangebracht aan de Athletic Ground waar gespeeld werd.
Na enkele seizoenen als middenmoter werd in het eerste professionele seizoen de 3de plaats bereikt achter Waterlooville en Ramsgate. Er kwam heel wat volk kijken naar de derby's tegen Tonbridge Angels FC en Gravesend & Northfleet FC. Het volgende seizoen werd de titel behaald en promoveerde de club naar de Premier Division van de Southern League en eindigde in 6 jaar tijd vier keer in de top 5. In 1979 werd de club medeoprichter van de Alliance Premier League (nu Football Conference) en won deze in 1984 en 1989.
Bij de eerste titel werd de club niet verkozen tot de Football League. Automatische promotie kwam er pas in 1987 waardoor bij de 2de titel in 1989 de promotie vast stond. Maidstone promoveerde naar de Football League Fourth Division. Toevallig degradeerde Gillingham FC, de enige league club uit Kent, datzelfde seizoen van de Third Division naar de Fourth Division waardoor er voor het eerst een derby plaatsvond tussen twee clubs uit Kent in de league. In 1987 had de club het oude stadion verlaten en deelde nu een stadion met Dartford.
Het eerste seizoen was erg goed en de play-offs werden gehaald maar daarin werd verloren van uiteindelijke winnaar Cambridge United FC. In het volgende seizoen begon de club goed maar verzwakte dan snel, trainer Keitch Peacock werd ontslagen en Graham Carr (voormalig trainer Blackpool FC, Northampton Town) werd trainer, maar ook hij kon het tij niet keren.
Intussen doken ook nog eens financiële problemen op. De club zocht ook naar een nieuw stadion in Maidstone maar stuitte op verzet bij de gemeente op de plaatsen waar ze het wilden bouwen. Maar Maidstone wilde een nieuw stadion omdat vele fans niet naar Dartford afreisden en er zo minder inkomsten kwamen. Men kocht een stuk grond in Tonbridge en gaf £400 000 uit wat ze zich niet konden veroorloven. De club had gegokt en verloor, want ze mochten daar niet bouwen.
Het ging van kwaad naar erger en spelers werden verkocht om geld in te zamelen en ook in de competitie ging het slecht. Nadat Carr ontslagen werd en vervangen door Clive Walker ging het plots beter en degradatie werd vermeden. Aan de start van het seizoen 1992/93 werd de eerste wedstrijd niet gespeeld, en ze kregen 48 uur om te garanderen dat het seizoen uitgespeeld kon worden maar dat lukte niet en zo werd Maidstone de 3de club in de geschiedenis die failliet ging tijdens een lopend seizoen. Toevallig ging ook Dartford FC failliet, de Maidstone voorzitter Jim Thompson zat ook in het bestuur van Dartford.

### Heroprichting
Enkele dagen na het faillissement werd een nieuwe club opgericht, Maidstone Invicta, en sloot zich aan bij de Fourth Division van de Kent County League voor het seizoen 1993/94. In 1996 werd de oude naam opnieuw aangenomen en in 2001 promoveerde de club naar de Kent League Premier Division. Door de jaren heen volgden meerdere promoties maar ook enkele degradaties. In 2015 promoveerde Maidstone naar de National League South, het zesde niveau. Een jaar daarvoor hadden ze voor het eerst de eerste ronde van de FA Cup gehaald. Hierin stuntte de ploeg door na een replay de profs van Stevenage te verslaan. Andere tegenstanders uit de Football League die Maidstone in de FA Cup wist uit te schakelen zijn Cheltenham Town (2017) en Macclesfield Town (2018).
Op 14 mei 2016 promoveerde Maidstone United naar de National League na Ebbsfleet United te hebben verslagen in de play-off finale op Stonebridge Road. De wedstrijd eindigde in 2-2, waarna Maidstone in de strafschoppenreeks aan het langste eind trok. Maidstone eindigde het seizoen 2018/19 als hekkensluiter en degradeerde terug naar de National League South. Maidstone promoveerde terug naar de National League als kampioen in 2022, om een jaar later wederom te degraderen.
In het seizoen 2023/24 bereikte Maidstone United als zesdeklasser de vijfde ronde van de FA Cup en werd daarmee het eerste team buiten de top vijf divisies dat de vijfde ronde bereikte sinds Blyth Spartans in 1977-78. Na profclubs als Barrow AFC en Stevenage te hebben verslagen, wonnen de Stones vervolgens met 2-1 van Ipswich Town FC in de vierde ronde. In de vijfde ronde verloor Maidstone met 5-0 van Coventry City, dat een maatje te groot bleek.

## Erelijst sinds heroprichting
- National League

National League South
kampioen (1): 2021/22
winnaar play-offs (1): 2015/16
- Isthmian League

Premier Division
winnaar (1): 2014/15
Division One South
winnaar (1): 2006/07
winnaar play-offs (1): 2012/13
Runners-up (1): 2012/13
Isthmian League Cup
winnaar (1) : 2013/14
Isthmian Charity Shield
winnaar (1): 2015/16
- Kent League

Premier Division
winnaar (2): 2001/02, 2005/06
Runners-up (1): 2002/03
Premier Division Cup
winnaar (2) : 2001/02, 2005/06
Challenge/Charity Shield
winnaar (2) : 2002/03, 2003/04
- Kent County League

Premier Division winnaar (1): 2000/01
Division One winnaar (1): 1989/99
Division Two winnaar (1) : 1994/95
Division Four winnaar (1) : 1993/94
- Kent Senior Cup

winnaar (2) : 2017/18, 2018/19